# NGC 4675
NGC 4675 est une galaxie spirale barrée située dans la constellation de la Grande Ourse. Sa vitesse par rapport au fond diffus cosmologique est de 4 941 ± 11 km/s, ce qui correspond à une distance de Hubble de 72,9 ± 5,1 Mpc (∼238 millions d'al). NGC 4675 a été découverte par l'astronome germano-britannique William Herschel en 1789.
La classe de luminosité de NGC 4675 est II et elle présente une large raie HI.
En raison d'une brillance de surface égale à 14,26 mag/am2, on peut qualifier NGC 4675 de galaxie à faible brillance de surface (LSB en anglais pour low surface brightness). Les galaxies LSB sont des galaxies diffuses (D) avec une brillance de surface inférieure de moins d'une magnitude à celle du ciel nocturne ambiant.
À ce jour, 23 mesures non basées sur le décalage vers le rouge (redshift) donnent une distance de 75,604 ± 7,345 Mpc (∼247 millions d'al), ce qui est à l'intérieur des valeurs de la distance de Hubble.

## Supernova
La supernova SN 1997Y a été découverte dans NGC 4675 le 22 février 1997 par W.-d. Li, Y.-l. Qiu, Q.-y. Qiao et J.-y. Hu, Beijingdans de l'observatoire astronomique de Pékin (BAO). Cette supernova était de type Ia.

## Groupe de NGC 4686
Selon A.M. Garcia, NGC 4675 fait partie du groupe de NGC 4686. Ce groupe de galaxies compte au moins 10 membres. Les autres galaxies du groupe sont NGC 4566, NGC 4644, NGC 4669, NGC 4686, NGC 4695, IC 830, MCG 9-21-32 (NGC 4644B), MCG 9-21-33 et MCG 9-21-34.
Abraham Mahtessian mentionne aussi ce groupe, mais il n'y figure que quatre galaxies, soit NGC 4686 et NGC 4695 et deux galaxies non présentes dans la liste de Garcia, NGC 4646 ainsi que UGC 7905.